# Balkanostenasellus rumelicus
Balkanostenasellus rumelicus là một loài chân đều trong họ Stenasellidae. Loài này được Cvetkov miêu tả khoa học năm 1967.